# To Race the Wind (película)
To Race the Wind (conocida en España como Desafío al viento) es una película de comedia, drama y biografía de 1980, dirigida por Walter Grauman, escrita por Carmen Culver y basada en la autobiografía To Race the Wind de Harold Krents, musicalizada por John Rubinstein, en la fotografía estuvo Vincent A. Martinelli y los protagonistas son Steve Guttenberg, Randy Quaid y Mark L. Taylor, entre otros. El filme fue realizado por Walter Grauman Productions y Viacom Productions, se estrenó el 12 de marzo de 1980.

## Sinopsis
Se da a conocer la vida de Harold Krents, quien perdió totalmente su vista a los nueve años, pero igualmente se graduó en la Universidad de Harvard y la Universidad de Oxford, se recibió de abogado.